# Achille Fould
Pour les autres membres de la famille, voir Famille Fould.
Achille Marcus Fould, né le 17 novembre 1800 à Paris et mort le 5 octobre 1867 à Laloubère, est un banquier et homme politique français.

## Biographie
Achille Fould est le fils de Beer Léon Fould, banquier juif originaire de Lorraine et maire de Rocquencourt (Seine-et-Oise). Il fait une carrière politique, tandis que son frère aîné Benoît Fould succède à son père à la tête de la maison familiale. En 1846, Achille Fould se convertit au protestantisme.
Il fréquente la famille royale de Louis-Philippe Ier, est amateur de course hippique et co-fonde le Jockey Club de Paris. En 1839, il est élu au conseil général de Tarbes. En 1842, il est député des Hautes-Pyrénées. En 1848, il est le second député de la Seine après Louis-Napoléon Bonaparte. En 1849, il se rapproche du Prince-Président et devient ministre des Finances de la Deuxième République. Il prépare activement le coup d'État du 2 décembre 1851.
Durant le Second Empire, il est de nouveau ministre des Finances. Il devient sénateur du Second Empire, dans les Hautes-Pyrénées. Le Conseil du département, qu'il préside, propose alors « que le Sénat propose au peuple français de rétablir l'hérédité de la dignité impériale dans la descendance directe, légitime et adoptive, du prince Louis-Napoléon Bonaparte, président de la République ».
Il devient ministre d’État et de la Maison de l'Empereur, et est second personnage du pays après l'Empereur. En 1859, pendant la campagne d'Italie, il dirige le gouvernement. Le budget de l'armée pèse sur l'équilibre des finances, et sa politique financière orthodoxe est contestée. Il démissionne à la suite des décrets réformateurs du 24 novembre 1860 et refuse d'être fait duc.
En 1861, il écrit un mémoire Sur l'état des finances. Il est alors rappelé au ministère des finances, et il rétablit une politique budgétaire stricte. En 1867, il s'oppose de nouveau à l'Empereur sur le budget de l'Armée, et démissionne. Il se retire dans sa villa de Tarbes, où il meurt brutalement. Le 14 octobre 1867, ses obsèques sont célébrées au temple protestant de l'Oratoire du Louvre et il est enterré au cimetière du Père-Lachaise (4ème division), à Paris.

## Vision financière et économique
Bien qu'ayant été en conflit, Fould et Pierre Magne ont mené une politique financière assez semblable qui en fait les modèles de l'épanouissement de Finances publiques classiques sous le Second Empire.
Si Pierre Magne contribue au développement de l'équipement ferroviaire français, Fould se distingue néanmoins par ses encouragements aux innovations bancaires des frères Pereire, saint-simoniens dont il est loin de partager toutes les opinions.

### Un économiste classique, adepte très réservé du saint-simonisme
Économiste libéral classique du XIXe siècle, il est partisan du libre-échange mais s'oppose complètement aux saint-simoniens quant à leur conception des dépenses publiques que lui refuse de considérer comme « productives ».
Il est ainsi l'artisan d'une politique budgétaire qui se veut, au moins dans ses objectifs, extrêmement économe.
Si Achille Fould s'oppose sur plusieurs points aux saint-simoniens, il est quand même le fondateur en 1852 avec les frères Pereire du Crédit mobilier, qui marque l'essor des innovations financières lancées par les grandes banques d'affaires de la seconde révolution industrielle en France (notamment avec l'accroissement des prêts, hypothécaires en matière agricole et liés à des émissions obligataires dans le milieu industriel).
Très libéral avec le monde bancaire dès son ministère sous la IIe République, il favorise le développement de ces échanges financiers et donc la spéculation qui s'épanouit sous le Second Empire (ce que dénonce Émile Zola dans La Curée). Il s'opposera par la suite de façon véhémente aux frères Pereire.

### Un ministre symbole des Finances publiques classiques
Ministre des Finances entre 1849 et 1860, Achille Fould a mené sur une ampleur nationale la politique économe qu'il a eu pendant ses huit années de ministériat d'État chargé de la maison de l'empereur. « Financier traditionnel opposé à la théorie des "dépenses productives" des économistes et des hommes d'affaires saint-simoniens qui avaient fait la prospérité des premières années de l'Empire, il pensait que les richesses financières de la France n'étaient pas inépuisables » (F. Choisel).
Économiste libéral, il s'oppose, en bon disciple de Monsieur Thiers, aux projets d'impôt sur le revenu qui commencent à fleurir. Il demande cependant l'accroissement de la pression fiscale pour venir à bout de la dette flottante qui est pour lui insupportable.
Farouche opposant des doctrines socialistes, il critique ses subordonnés des Finances qui « poussant l'oubli de leur devoir jusqu'à commettre une trahison véritable, se seraient laissé infecter par les doctrines subversives du socialisme. »
Sur le plan du droit budgétaire, il contribue à accroître le contrôle parlementaire sur les ministres dépensiers. Il demande ainsi dans son mémoire précité de 1861 la suppression de la possibilité donnée aux ministres d'inscrire sans vote des crédits supplémentaires. Opposé aux crédits exceptionnels, il obtient, par sénatus-consulte du 31 décembre 1861, la nécessité d'un vote du Corps législatif pour l'inscription de crédits supplémentaires ou extraordinaires. Cette opposition viscérale aux finances extraordinaires l'amène à rechercher la réduction des dépenses militaires. Il n'est ainsi pas favorable à l'expédition mexicaine ni au réarmement face à la Prusse.
Son objectif reste néanmoins de limiter les dépenses, ce pour quoi, à rebours du développement du principe de spécialité, il obtient, par le même sénatus-consulte du 31 décembre 1861, le rétablissement du vote du budget par section (et non plus par ministère). Cela s'explique aisément par le fait que le vote par section annihile la volonté dépensière qui se manifeste beaucoup plus aisément en cas de vote par ministère. En effet, lors d'un vote par ministère, ministres et parlementaires sont plus facilement amenés à voir l'insuffisance des dotations accordées à telle ou telle action gouvernementale. En cas de vote par section, le ministre des Finances peut plus facilement effrayer les représentants des contribuables avec les montants globaux et plus désincarnés des crédits publics.
Malgré les critiques dont il abreuva ses prédécesseurs, sa politique budgétaire ne fut pas plus rigoureuse que la leur. Pierre Magne aussi avait fait adopter des budgets en équilibre.
Si Pierre Magne est loué par l'impératrice Eugénie aussi bien que par Persigny, Fould n'attire pas pour autant l'approbation ; le même Persigny dénonce dans ses Mémoires " le beau système de monsieur Fould de traiter une grande nation comme un propriétaire obéré, de confondre les dépenses productives et les dépenses nécessaires ; de réduire les unes comme les autres, et de ne permettre d'achever l'outillage du pays qu'à l'aide des ressources ordinaires du budget ".
Comme le souligne F. Choisel,  « Fould ne réussit pourtant pas mieux - ni plus mal - que ses prédécesseurs, et dut user d'expédients pour équilibrer ses budgets : conversion de rente, emprunts, ventes de forêts du domaine de la Couronne, etc. Magne, son rival, ne manquait pas de le souligner. Celui-ci, en effet, tout en partageant l'attachement de Fould à des finances ordonnées, acceptait mal les critiques que ce dernier faisait indirectement à sa gestion passée en se donnant l'allure de redresser une situation financière compromise par ses prédécesseurs ».
En somme il reste très représentatif des finances publiques dites « classiques », autant par sa défense obstinée d'un ordre suranné les assimilant à des finances privées, que par son incapacité à les adapter à la réalité de dépenses publiques sans cesse croissantes avec le développement de l'interventionnisme de l'État (notamment en matière d'équipements publics).
L'œuvre des fondateurs des finances publiques de la restauration est ainsi parachevée, mais déjà leur future crise s'annonce.
Effigies
Son portrait en pied et en tenue officielle, la main droite posée sur des plans d'architecte, par le portraitiste Charles Philippe-Auguste Larivière (1798-1876) figura dans la vente aux enchères publiques par Th. de Maigret du 4/12/200 (reprod. coul. dans "La Gazette Drouot" no 42 - 27/11/2020, p. 89). Une variante avec le ministre en costume de ville, le revers de la veste masquant partiellement la plaque de grand-croix de la Légion d'Honneur qui lui fut remise en 1856, fut réalisée par l'aquafortiste Eugène Leguay pour le frontispice de la biographie de Fould par Castille de 1859.

## Fould, amateur d'art
Trois tableaux provenant probablement de sa collection, Les Moissons et La Préparation des tonneaux de Herman Saftleven (1671) et une Nature morte au lièvre et perdrix suspendus au-dessus d'une jatte de fruits..., par Oudry (1763) furent vendus aux enchères à Paris/Drouot-Richelieu le 30 juin 2017 (reprod. coul. dans "La Gazette Drouot" no 25 p. 72 et no 27, p. 66 et 67).

## Décorations
Nommé chevalier de la Légion d'honneur en 1848, promu officier en 1850 et commandeur en 1852, élevé à la dignité de grand-officier en 1854 et
- Grand-croix de la Légion d'honneur en 1856

La décoration de la grand-croix, attribuée à Ouizille Lemoine, joaillier parisien de l'Ordre, et qui lui aurait été remise par Napoléon III (collection Guy Kaufmann), a été vendue aux enchères les 22 et 23 novembre 2012 à Paris,.

## Descendance

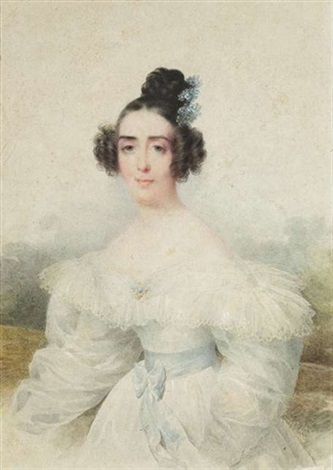
Portrait de son épouse, née Henriette Goldschmidt (par Isabey).

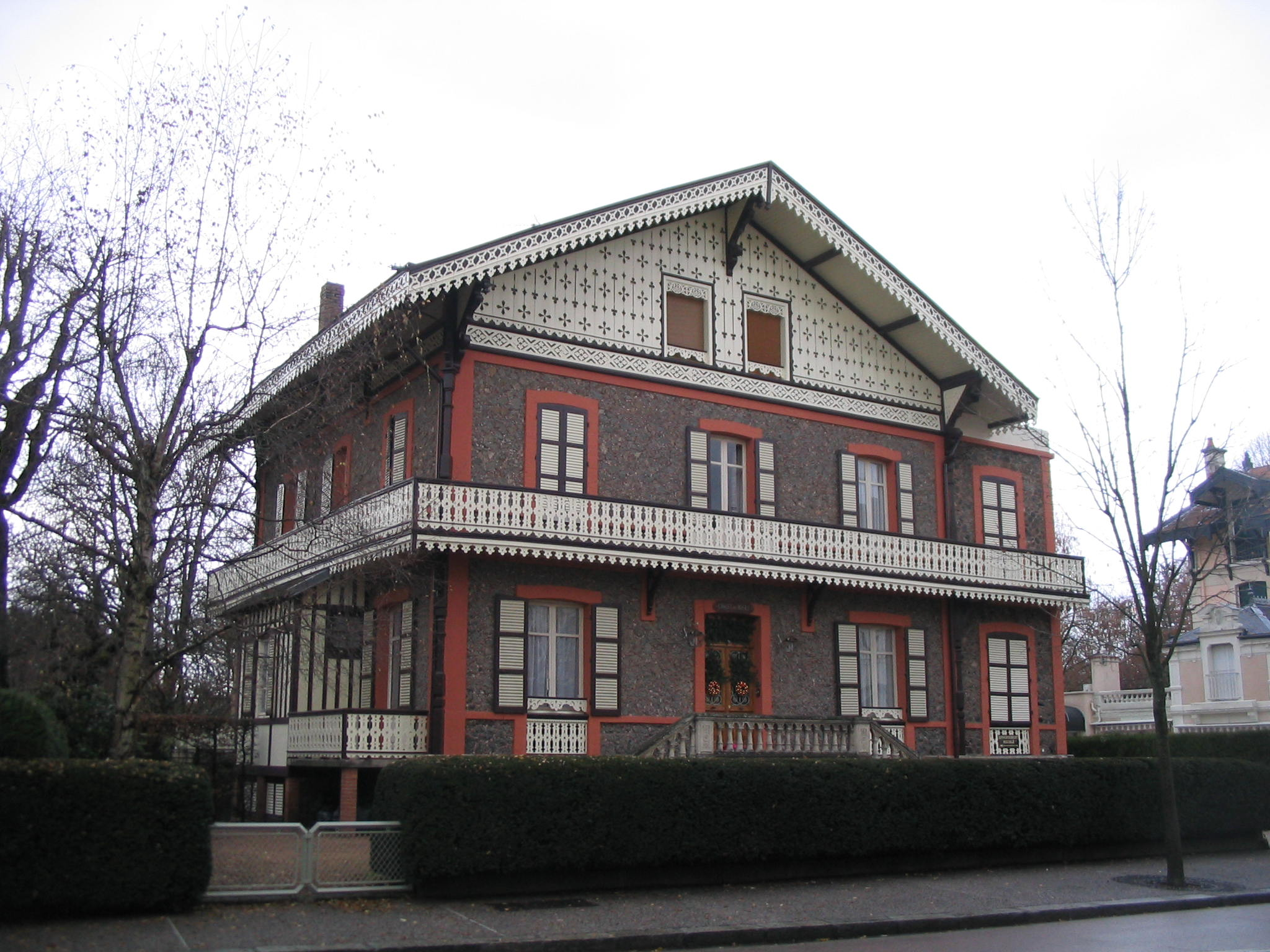
Chalet des Roses, à Vichy, construit en 1864 pour loger Achille Fould.

Il se marie en 1823 à Henriette (ou Harriet) Goldschmidt (1800-1870), fille de Lion Abraham Goldschmidt, négociant à Hambourg, puis banquier de la City à Londres.
Ils auront trois enfants :
- Adolphe Ernest (1824-1875), député des Hautes-Pyrénées, marié à Marthe Ledoux, d'où :
  - Charles Armand Achille (1861-1926), député des Hautes-Pyrénées, gendre d'Armand Heine (de) et père d'Armand Achille-Fould (1890-1969), député des Hautes-Pyrénées et ministre ;
- Charlotte-Amélie (1826-1917), mariée au marquis Alexandre de Breteuil,  fils d'Achille Le Tonnelier de Breteuil (d'où Henry Le Tonnelier de Breteuil) ;
- Gustave Eugène[10] (1836-1884), député des Hautes-Pyrénées, père de l'artiste peintre Consuelo Fould et de Georges Achille-Fould.

Parmi ses arrière-arrière-petits-enfants, Aymar Achille-Fould fut député de la Gironde et ministre de la Cinquième République, Étienne Achille-Fould (1927-1994) fut maire d'Oléac-Debat et conseiller général des Hautes-Pyrénées.
La descendance d'Achille-Fould en Médoc
De 1890 à 1986 les Achille-Fould possédèrent par mariage le domaine viticole de Beyechevelle ("baisse-voile") à Saint-Julien-Beychevelle (33), acquis en 1874 par leur ancêtre Armand Heine, dont la grande pièce centrale conservait en 1977 une table en console de style Louis XV offerte à Achille Fould par Napoléon III.
Les archives d'Achille Fould sont conservées sous forme d'une bobine de microfilm aux Archives nationales sous la cote 154 Mi.

## Pour approfondir